# Амбарное (озеро, Карелия)
Амбарное — пресноводное озеро на территории Амбарнского сельского поселения Лоухского района Республики Карелии.

## Общие сведения
Площадь озера — 2 км². Располагается на высоте 73,9 метров над уровнем моря.
Форма озера лопастная, продолговатая: оно более чем на пять километров вытянуто с запада на восток. Берега изрезанные, каменисто-песчаные, преимущественно возвышенные, местами заболоченные.
С северо-западной стороны в озеро впадает протока без названия, несущая воды озёр Крестового, Каменного и Вокшозера.
Сток из Амбарного осуществляется посредством короткой протоки, вытекающей из юго-западной оконечности озера и впадающей в реку Пулому, в свою очередь, впадающую в Энгозеро. Воды Энгозера через реки Калгу и Воньгу попадают в Белое море.
У западной оконечности Амбарного озера расположен посёлок Амбарный, а также одноимённая железнодорожная станция, через которые проходят, соответственно, автодорога местного значения 86К-5 («Р-21 „Кола“ — Энгозеро — Гридино») и линия железной дороги Санкт-Петербург — Мурманск.
Код объекта в государственном водном реестре — 02020000711102000003221.

## Галерея

Озеро Амбарное
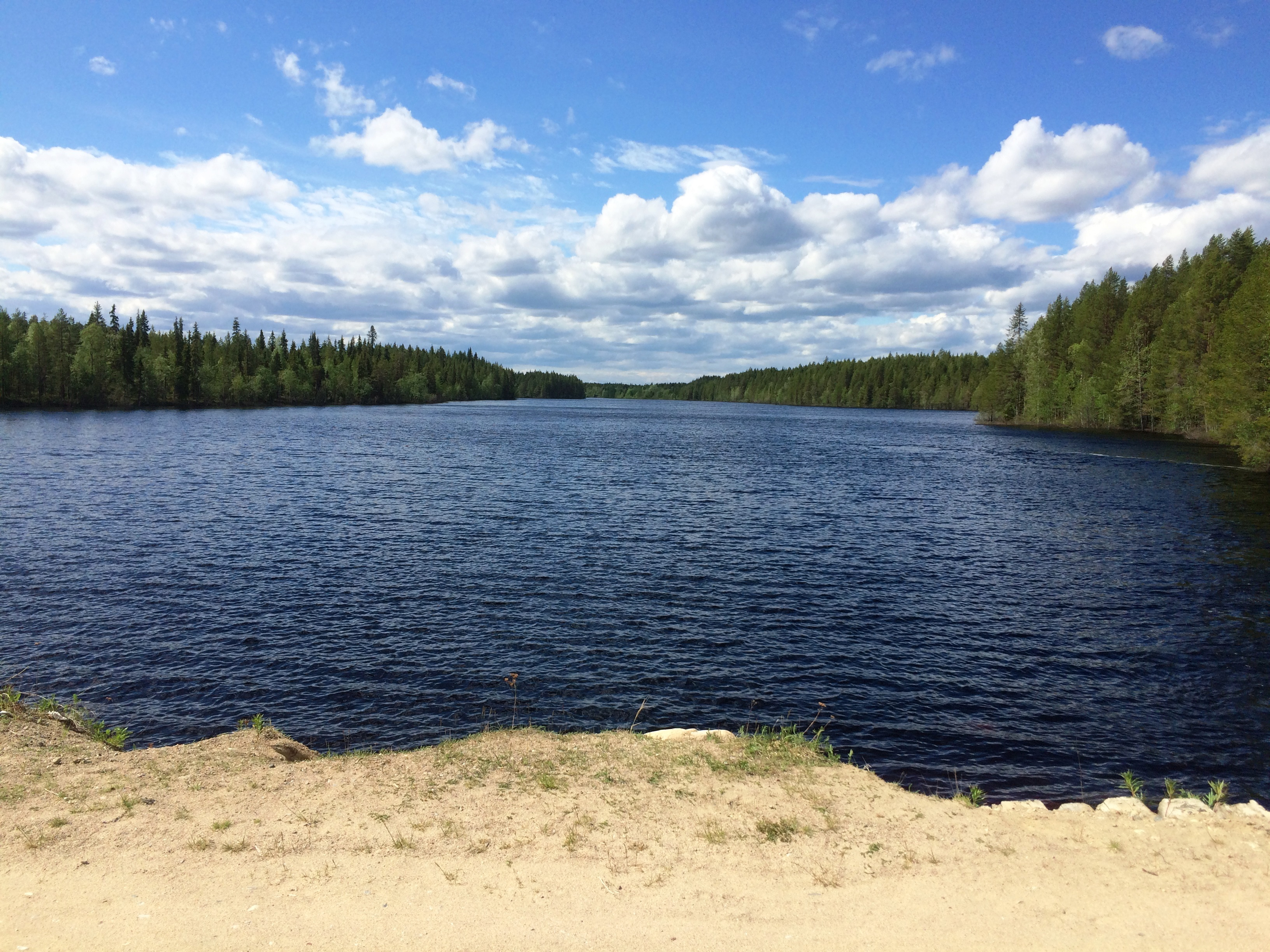
Вид на запад
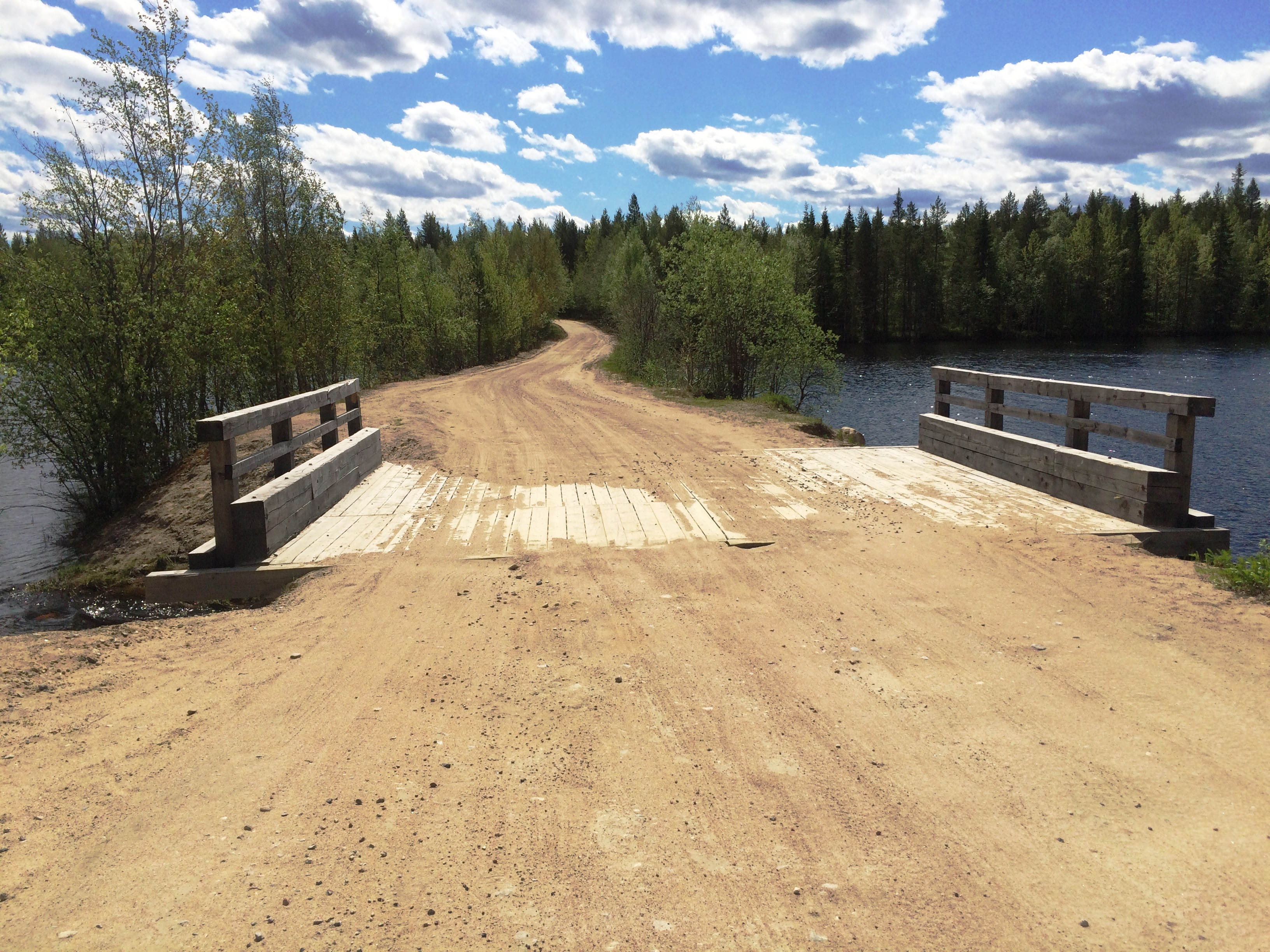
Мост через залив озера